# 阪急古書のまち
阪急古書のまち（はんきゅうこしょのまち）は、大阪市北区にある、阪急電鉄の高架下を利用した古書店街。
古書店街ではあるが、美術品を扱う店や古銭・切手を扱う店などもある。

## 所在地
新大阪市北区芝田1丁目1-3
旧大阪市北区芝田1丁目6-2

### アクセス
- 阪急
大阪梅田駅 中央改札階下1F
- Osaka Metro
御堂筋線 梅田駅 1・2番出口より徒歩2分
- JR
大阪駅 御堂筋口より徒歩3分
- 阪神
大阪梅田駅より徒歩7分

## 歴史
第二次世界大戦前、大阪市内には日本橋を中心とした古書店街があったが、大阪大空襲で消失。
その後、小林一三の構想を元に、阪急電鉄の高架下の空間を利用して古書店街を復活させることになり、中尾松泉堂2代目社長（後に会長）の中尾堅一郎（2009年7月10日死去）の呼びかけで出店者を募り、1975年12月1日に開業した。
かつて存在した紀伊國屋書店のコミック専門店は1996年に阪急グランドビル（阪急32番街）へ移転。さらに2015年からはグランフロント大阪へ移転した。
2014年12月25日、同年9月30日まで大阪駅前地下街で営業していた「萬字屋書店本店」が、1993年から支店を営業してきた阪急古書のまちに移転。店名を「オリエントハウス萬字屋」として再スタートを図る。
うめきた再開発に伴い、2017年（平成29年）4月27日より、従来から約150m南の紀伊国屋書店梅田本店の東隣に新設された「うめ茶小路」（旧マドレーヌアベニュー）に移転、リニューアルオープンした。

## 営業
- 午前11時から午後8時まで
- 毎週水曜日定休

## 店舗
- 梁山泊
- 藤沢書店
- 杉本梁江堂（古書）
- 杉本梁江堂（古銭・切手）
- 上崎書店
- 稀珍堂書店
- 中尾松泉堂
- 萬字屋書店
- オリエントハウス萬字屋
- 太田書店
- リブレリアルカード→移転に伴い、2017年3月31日をもって退店
- リーチアート
- 中尾書店→2016年をもって退店
- 紀伊國屋書店バンドスコアハウス→移転に伴い、紀伊国屋梅田本店に合併